# RKM 코드
RKM 코드(영어: RKM code)는 "저항 및 용량 값과 허용 오차에 대한 문자 및 숫자 코드", "저항 및 용량 값과 허용 오차에 대한 문자 및 숫자 코드" 또는 비공식적으로 "R 표기법"라고도 불리며, 1952년부터 IEC 60062 (이전 IEC 62) 국제 표준에서 정의된 저항기 및 축전기 값을 지정하는 표기법이다. DIN 40825 (1973), BS 1852 (1975), IS 8186 (1976), EN 60062 (1993) 등 다른 표준에서도 이를 채택했다. 2019년에 개정된 IEC 60062:2016은 가장 최신 버전의 표준을 포함한다.

## 개요
원래 부품 표기 코드로도 사용되도록 고안된 이 약식 표기법은 전기공학에서 회로도와 전자 회로 생산 (예: 자재 명세서 및 실크스크린)에서 저항 및 축전기 값을 나타내는 데 널리 사용된다. 이 방법은 부품이나 문서 복사 시 안정적으로 표시되지 않을 수 있는 소수점을 간과하는 것을 방지한다.
이 표준은 또한 고정 저항기의 색상 코드도 정의한다.

## 부품 값 코드
| R47  | 0.47 ohm    |
| 4R7  | 4.7 ohm     |
| 470R | 470 ohm     |
| 4K7  | 4.7 kilohm  |
| 47K  | 47 kilohm   |
| 47K3 | 47.3 kilohm |
| 470K | 470 kilohm  |
| 4M7  | 4.7 megohm  |

간결성을 위해, 이 표기법은 항상 단위를 명시적으로 지정하지 않고 (ohm 또는 farad) 대신 저항기 또는 축전기에만 사용되는 특정 문자, 사용된 대소문자(대문자는 일반적으로 저항기에 사용되고, 소문자는 축전기에 사용됨), 부품의 모양, 그리고 문맥에서 비롯된 암묵적인 지식에 의존한다.
이 표기법은 또한 소수점을 사용하지 않고 대신 특정 값에 대한 접두사 기호와 관련된 문자로 대체한다.
이는 (부품이나 PCB에 인쇄할 때와 같이) 간결성을 위한 것뿐만 아니라 회로도 복사 시 소수점이 "사라지는" 경향이 있는 문제를 해결하기 위한 것이기도 하다.
또 다른 장점은 값의 정렬 용이성으로, 유지보수성을 향상시키고 비용을 절감하기 위해 유사한 부품 값을 결합하여 자재 명세서를 최적화하는 데 도움이 된다.
코드 문자는 해당 SI 접두어와 느슨하게 관련되어 있지만, 대소문자가 다르거나 대체 문자가 사용되는 몇 가지 예외가 있다.
예를 들어, 8K2는 8.2 kΩ의 저항 값을 나타낸다. 추가 0은 더 엄격한 허용 오차를 의미하며, 예를 들어 15M0와 같다.
값이 접두사 없이 표현될 수 있는 경우, 소수점 대신 R 또는 F가 사용된다. 예를 들어, 1R2는 1.2 Ω를 나타내고, 18R는 18 Ω를 나타낸다.
| 코드 문자 | 코드 문자 | SI 접두어 | SI 접두어 | 승수    | 승수          |
| 저항 [Ω]  | 용량 [F]  | 이름      | 기호      | 10진법  | 값            |
| --------- | --------- | --------- | --------- | ------- | ------------- |
| —         | p (P)     | 피코      | p         | × 10−12 | × 0.000000001 |
| —         | n (N)     | 나노      | n         | × 10−9  | × 0.000000001 |
| —         | μ (u, U)  | 마이크로  | μ         | × 10−6  | × 0.000001    |
| L         | m (M)     | 밀리      | m         | × 10−3  | × 0.001       |
| R (E)     | F         | —         | —         | × 100   | × 1           |
| K (k)     | —         | 킬로      | k         | × 103   | × 1000        |
| M         | —         | 메가      | M         | × 106   | × 1000        |
| G         | —         | 기가      | G         | × 109   | × 1000        |
| T         | —         | 테라      | T         | × 1012  | × 1000        |

저항의 경우, 이 표준은 소수점 대신 대문자 L (10−3), R (100 = 1), K (103), M (106), G (109)를 사용하도록 규정한다.
옴의 SI 단위 기호 Ω 대신 문자 R을 사용하는 것은 그리스 문자 Ω가 대부분의 구식 문자 인코딩에 없었기 때문(현재는 보편적인 유니코드에는 존재하지만)이며, 따라서 특히 일부 CAD/CAM 환경에서는 재현이 불가능할 때가 있기 때문이다. 문자 R은 시각적으로 Ω 기호와 느슨하게 닮았고, 또한 여러 언어에서 저항에 대한 기억술로 잘 작동하기 때문에 선택되었다.
문자 G와 T는 SI 시스템 도입 이전에 제정된 표준의 첫 번째 발행본에는 포함되지 않았지만("RKM 코드"라는 이름의 유래), 해당 SI 접두사가 채택된 후에 추가되었다.
표준의 최신 발행본에 문자 L이 도입된 것은 (milli에 대한 SI 접두어 m 대신) 저항에 대해 대문자만 사용한다는 규칙을 유지하기 위함이다 (그렇지 않으면 M이 이미 mega에 사용되고 있었다).
유사하게, 표준은 소수점 대신 다음과 같은 소문자를 용량에 사용하도록 규정한다: p (10−12), n (10−9), μ (10−6), m (10−3), 그러나 패럿의 경우 대문자 F (100 = 1)를 사용한다.
문자 p와 n은 표준의 첫 번째 발행본에는 포함되지 않았지만, 해당 SI 접두사가 채택된 후에 추가되었다.
그리스 문자 μ를 사용할 수 없는 경우, 표준은 이를 u (또는 대문자만 사용 가능한 경우 U)로 대체하는 것을 허용한다. μ 대신 u를 사용하는 이러한 방식은 ISO 2955 (1974, 1983), DIN 66030 (Vornorm 1973; 1980, 2002), BS 6430 (1983) 및 Health Level 7 (HL7)과도 일치하며, 이들은 라틴 음소문자만 사용 가능한 경우 접두사 μ를 문자 u (또는 U)로 대체하는 것을 허용한다.
일부 저항기 제조업체는 RKM 코드를 부품의 제조업체 부품 번호 (MPN)의 일부로 사용한다.

### 유사 코드
비표준이지만, 일부 제조업체는 유도자를 표시하는 데 RKM 코드를 사용하기도 하며, R은 마이크로헨리의 소수점을 나타낸다 (예: 4.7 μH의 경우 4R7).
단위 기호를 소수점 대신 사용하는 유사한 비표준 표기법은 때때로 전압을 나타내는 데 사용된다 (즉, 0.8 V의 경우 0V8, 1.8 V의 경우 1V8, 3.3 V의 경우 3V3 또는 5.0 V의 경우 5V0). 이는 소수점을 사용할 수 없거나 부적절한 문맥에서 (예: 신호 또는 핀 이름, 변수 이름, 파일 이름, 또는 라벨이나 아래 첨자). 대안으로, 문자 P (아마도 "양의 전압" 또는 "전원 공급 레일"을 의미)는 때때로 장치 모델 및 네트워크 이름에서 V 대신 사용된다 (즉, 1.8 V의 경우 1P8, 3.3 V의 경우 3P3). 각각, 이 두 가지 변형은 일부 제조업체에서 제너 다이오드 및 전압 조정기의 MPN 코드의 일부로도 사용된다.

## 허용 오차 코드
저항 및 용량 허용 오차에 대한 문자 코드:
| 코드 문자 | 코드 문자 | 허용 오차     | 허용 오차 | 허용 오차       |
| 저항      | 용량      | 상대          | 상대      | 절대            |
| 저항      | 용량      | 대칭          | 비대칭    | C <10 pF만 해당 |
| --------- | --------- | ------------- | --------- | --------------- |
| A         | A         | 가변 (±0.05%) | 가변      | 가변            |
| B         | B         | ±0.1%         | 빈칸      |                 |
| C         | C         | ±0.25%        | 빈칸      | ±0.25 pF        |
| D         | D         | ±0.5%         | 빈칸      | ±0.5 pF         |
| E         |           | ±0.005%       | 빈칸      | 빈칸            |
| F         | F         | ±1.0%         | 빈칸      | ±1.0 pF         |
| G         | G         | ±2.0%         | 빈칸      | ±2.0 pF         |
| H         | H         | ±3.0%         | 빈칸      | 빈칸            |
| J         | J         | ±5.0%         | 빈칸      | 빈칸            |
| K         | K         | ±10%          | 빈칸      | 빈칸            |
| L         |           | ±0.01%        | 빈칸      | 빈칸            |
| M         | M         | ±20%          | 빈칸      | 빈칸            |
| N         |           | ±30%          | 빈칸      | 빈칸            |
| P         |           | ±0.02%        | 빈칸      | 빈칸            |
|           | Q         | 빈칸          | −10/+30%  | 빈칸            |
|           | S         | 빈칸          | −20/+50%  | 빈칸            |
|           | T         | 빈칸          | −10/+50%  | 빈칸            |
| W         |           | ±0.05%        | 빈칸      | 빈칸            |
|           | Z         | 빈칸          | −20/+80%  | 빈칸            |

RKM 코드가 도입되기 전에는 1940년대 중반부터 American War Standard (AWS) 및 Joint Army-Navy Specifications (JAN)에 따라 대칭 허용 오차(즉, G, J, K, M)에 대한 일부 문자가 이미 미군 환경에서 사용되고 있었다.

## 온도 계수 코드
저항의 ppm/K에 대한 문자 코드:
| 코드 문자 | ppm/K |
| --------- | ----- |
| K         | 1     |
| L         | 2     |
| M         | 5     |
| N         | 10    |
| P         | 15    |
| Q         | 25    |
| R         | 50    |
| S         | 100   |
| U         | 250   |
| Z         | 기타  |

## 생산 일자 코드

### 20년 주기 코드
- 첫 번째 문자: 20년 주기 생산 연도[nb 9]
  - A = 2030,[39][40] 2010,[41][39][42] 1990,[43] 1970[43]
  - B = 2031,[40] 2011,[41][39][42] 1991,[43] 1971[43]
  - C = 2032,[40] 2012,[41][39][42] 1992,[43] 1972[43]
  - D = 2033,[40] 2013,[41][39][42] 1993,[43] 1973[43]
  - E = 2034,[40] 2014,[41][39][42] 1994,[43] 1974[43]
  - F = 2035,[40] 2015,[41][39][42] 1995,[43] 1975[43]
  - H = 2036,[40] 2016,[41][39] 1996,[43] 1976[43]
  - J = 2037,[40] 2017,[41][39] 1997,[43] 1977[43]
  - K = 2038,[40] 2018,[41][39] 1998,[43] 1978[43]
  - L = 2039,[40] 2019,[41][39] 1999,[43] 1979[43]
  - M = 2020,[41][39] 2000,[43] 1980[43]
  - N = 2021,[41][39] 2001,[43] 1981[43]
  - P = 2022,[41][39] 2002,[43] 1982[43]
  - R = 2023,[41][39] 2003,[43] 1983[43]
  - S = 2024,[41][39] 2004,[42][43] 1984[43]
  - T = 2025,[41][39] 2005,[42][43] 1985[43]
  - U = 2026,[41][39] 2006,[42] 1986[43]
  - V = 2027,[41][39] 2007,[42][43] 1987[43]
  - W = 2028,[41][39] 2008,[42][43] 1988[43]
  - X = 2029,[41][39] 2009,[42][43] 1989[43]
- 두 번째 문자: 생산 월[39][40][41][nb 10]
  - 1부터 9까지 = 1월부터 9월까지
  - O = 10월
  - N = 11월
  - D = 12월

예: J8 = 2017년 8월 (또는 1997년 8월)
일부 제조업체는 집적 회로의 생산 일자를 나타내는 독립형 코드로 생산 일자 코드를 사용하기도 했다.
일부 제조업체는 연도 문자 다음에 두 자리 주차 번호를 붙이는 세 글자 일자 코드를 지정한다.
IEC 60062는 또한 네 글자  연/주 코드를 지정한다.

### 10년 주기 코드
- 첫 번째 문자: 10년 주기 생산 연도[45]
  - 0 = 2020[45]
  - 1 = 2021[45]
  - 2 = 2022,[45] 2012[45]
  - 3 = 2023,[45] 2013[45]
  - 4 = 2024,[45] 2014[45]
  - 5 = 2025,[45] 2015[45]
  - 6 = 2026,[45] 2016[45]
  - 7 = 2017[45]
  - 8 = 2018[45]
  - 9 = 2019[45]
- 두 번째 문자: 생산 월[45]
  - 1부터 9까지 = 1월부터 9월까지
  - X = 10월
  - Y = 11월
  - Z = 12월

예: 78 = 2017년 8월
IEC 60062는 또한 네 글자  연/주 코드를 지정한다.

### 4년 주기 코드
IEC 60062는 또한 단일 문자 4년 주기 연/월 코드를 지정한다.
| 연도                                    | 월 | 문자 |
| --------------------------------------- | -- | ---- |
| 1993 1997 2001 2005 2009 2013 2017 2021 | 1  | A    |
| 1993 1997 2001 2005 2009 2013 2017 2021 | 2  | B    |
| 1993 1997 2001 2005 2009 2013 2017 2021 | 3  | C    |
| 1993 1997 2001 2005 2009 2013 2017 2021 | 4  | D    |
| 1993 1997 2001 2005 2009 2013 2017 2021 | 5  | E    |
| 1993 1997 2001 2005 2009 2013 2017 2021 | 6  | F    |
| 1993 1997 2001 2005 2009 2013 2017 2021 | 7  | G    |
| 1993 1997 2001 2005 2009 2013 2017 2021 | 8  | H    |
| 1993 1997 2001 2005 2009 2013 2017 2021 | 9  | J    |
| 1993 1997 2001 2005 2009 2013 2017 2021 | 10 | K    |
| 1993 1997 2001 2005 2009 2013 2017 2021 | 11 | L    |
| 1993 1997 2001 2005 2009 2013 2017 2021 | 12 | M    |

| 연도                                    | 월 | 문자 |
| --------------------------------------- | -- | ---- |
| 1994 1998 2002 2006 2010 2014 2018 2022 | 1  | N    |
| 1994 1998 2002 2006 2010 2014 2018 2022 | 2  | P    |
| 1994 1998 2002 2006 2010 2014 2018 2022 | 3  | Q    |
| 1994 1998 2002 2006 2010 2014 2018 2022 | 4  | R    |
| 1994 1998 2002 2006 2010 2014 2018 2022 | 5  | S    |
| 1994 1998 2002 2006 2010 2014 2018 2022 | 6  | T    |
| 1994 1998 2002 2006 2010 2014 2018 2022 | 7  | U    |
| 1994 1998 2002 2006 2010 2014 2018 2022 | 8  | V    |
| 1994 1998 2002 2006 2010 2014 2018 2022 | 9  | W    |
| 1994 1998 2002 2006 2010 2014 2018 2022 | 10 | X    |
| 1994 1998 2002 2006 2010 2014 2018 2022 | 11 | Y    |
| 1994 1998 2002 2006 2010 2014 2018 2022 | 12 | Z    |

| 연도                                    | 월 | 문자 |
| --------------------------------------- | -- | ---- |
| 1995 1999 2003 2007 2011 2015 2019 2023 | 1  | a    |
| 1995 1999 2003 2007 2011 2015 2019 2023 | 2  | b    |
| 1995 1999 2003 2007 2011 2015 2019 2023 | 3  | c    |
| 1995 1999 2003 2007 2011 2015 2019 2023 | 4  | d    |
| 1995 1999 2003 2007 2011 2015 2019 2023 | 5  | e    |
| 1995 1999 2003 2007 2011 2015 2019 2023 | 6  | f    |
| 1995 1999 2003 2007 2011 2015 2019 2023 | 7  | g    |
| 1995 1999 2003 2007 2011 2015 2019 2023 | 8  | h    |
| 1995 1999 2003 2007 2011 2015 2019 2023 | 9  | j    |
| 1995 1999 2003 2007 2011 2015 2019 2023 | 10 | k    |
| 1995 1999 2003 2007 2011 2015 2019 2023 | 11 | l    |
| 1995 1999 2003 2007 2011 2015 2019 2023 | 12 | m    |

| 연도                                    | 월 | 문자 |
| --------------------------------------- | -- | ---- |
| 1996 2000 2004 2008 2012 2016 2020 2024 | 1  | n    |
| 1996 2000 2004 2008 2012 2016 2020 2024 | 2  | p    |
| 1996 2000 2004 2008 2012 2016 2020 2024 | 3  | q    |
| 1996 2000 2004 2008 2012 2016 2020 2024 | 4  | r    |
| 1996 2000 2004 2008 2012 2016 2020 2024 | 5  | s    |
| 1996 2000 2004 2008 2012 2016 2020 2024 | 6  | t    |
| 1996 2000 2004 2008 2012 2016 2020 2024 | 7  | u    |
| 1996 2000 2004 2008 2012 2016 2020 2024 | 8  | v    |
| 1996 2000 2004 2008 2012 2016 2020 2024 | 9  | w    |
| 1996 2000 2004 2008 2012 2016 2020 2024 | 10 | x    |
| 1996 2000 2004 2008 2012 2016 2020 2024 | 11 | y    |
| 1996 2000 2004 2008 2012 2016 2020 2024 | 12 | z    |

## E 시리즈 표준 값에 대한 표시 코드

### 3문자 저항기 표시 코드
(E48 또는) E96 계열의 표준 값을 따르는 저항의 경우, 이전 EIA-96 및 IEC 60062:2016은 작은 부품에 사용되는 저항기용 특수 세 문자 표시 코드를 정의한다. 이 코드는 E96 값 계열의 "위치" 중 하나를 나타내는 두 자리 숫자와 승수를 나타내는 문자("multiplier")로 구성된다.

### 2문자 축전기 표시 코드
(E3, E6, E12 또는) E24 계열의 표준 값을 따르는 축전기의 경우, 이전 ANSI/EIA-198-D:1991, ANSI/EIA-198-1-E:1998 및 ANSI/EIA-198-1-F:2002와 IEC 60062에 대한 수정본 IEC 60062:2016/AMD1:2019는 매우 작은 부품에 사용되는 축전기용 특수 두 문자 표시 코드를 정의한다. 이 코드는 값의 두 유효 숫자를 나타내는 대문자와 승수를 나타내는 숫자로 구성된다. EIA 표준은 또한 E24에 없는 여러 값을 지정하기 위한 여러 소문자를 정의한다.

## 관련 표준
- IEC 62:1952 (일명 IEC 60062:1952), 초판, 1952-01-01
- IEC 62:1968 (일명 IEC 60062:1968), 2판, 1968-01-01
- IEC 62:1968/AMD1:1968 (일명 IEC 60062:1968/AMD1:1968), 개정된 2판, 1968-12-31
- IEC 62:1974 (일명 IEC 60062:1974)[47]
- IEC 62:1974/AMD1:1988 (일명 IEC 60062:1974/AMD1:1988), 개정된 3판, 1988-04-30
- IEC 62:1974/AMD2:1989 (일명 IEC 60062:1974/AMD2:1989), 개정된 3판, 1989-01-01
- IEC 62:1992 (일명 IEC 60062:1992), 4판, 1992-03-15
- IEC 62:1992/AMD1:1995 (일명 IEC 60062:1992/AMD1:1995), 개정된 4판, 1995-06-19
- IEC 60062:2004 (5판, 2004-11-08)[2]
- IEC 60062:2016 (6판, 2016-07-12)[1]
- IEC 60062:2016/COR1:2016 (수정된 6판, 2016-12-05)
- IEC 60062:2016/AMD1:2019 (수정 1, 2019-08-20)
- IEC 60062:2016+AMD1:2019 CSV (통합 버전 6.1, 2019-08-20)
- EN 60062:1993
- EN 60062:1994 (1994-10)
- EN 60062:2005
- EN 60062:2016
- EN 60062:2016/AC:2016-12 (수정판)
- EN 60062:2016/A1:2019 (수정 1)
- BS 1852:1975[10] (IEC 60062:1974 관련)
- BS EN 60062:1994[48]
- BS EN 60062:2005[49]
- BS EN 60062:2016[50]
- DIN 40825:1973-04 (축전기/저항 값 코드), DIN 41314:1975-12 (일자 코드)
- DIN IEC 62:1985-12 (일명 DIN IEC 60062:1985-12)
- DIN IEC 62:1989-10 (일명 DIN IEC 60062:1989-10)
- DIN IEC 62:1990-11 (일명 DIN IEC 60062:1990-11)
- DIN IEC 62:1993-03 (일명 DIN IEC 60062:1993-03)
- DIN EN 60062:1997-09
- DIN EN 60062:2001-11
- DIN EN 60062:2005-11
- DIN EN 60062:2017-06
- DIN EN 60062:2020-03
- ČSN EN 60062
- DS/EN 60062
- EVS-EN 60062
- (GOST) ГОСТ IEC 60062-2014[43] (IEC 60062-2004 관련)
- ILNAS-EN 60062
- I.S. EN 60062
- NEN EN IEC 60062
- NF EN 60062
- ÖVE/ÖNORM EN 60062
- PN-EN 60062
- prМКС EN 60062
- SN EN 60062
- TS 2932 EN 60062
- UNE-EN 60062
- BIS IS 4114-1967
- IS 8186-1976[51] (IEC 62:1974 관련)
- JIS C 5062, JIS C 60062
- TGL 31667[52]

## 같이 보기
- 전자 색상 코드
- SI 접두어
- SI 접두어
- 공학 표기법
- E 표기법
- Cifrão (통화에 대한 유사한 체계)
- 늘임표 (원격으로 유사한 악보 표기법)

## 내용주
1. ↑  문자 R로 시작하는 RKM 코드가 특정 저항기의 기호 지정자와 혼동될 수 있는 경우, "R"은 0R로 대체될 수 있다.
2. 1 2 3  문자 M은 모든 다른 문자가 저항 및 용량에 사용되도록 하는 규칙의 예외였다. 오늘날, 혼동을 피하기 위해 가능한 한 용량에 소문자 m을 사용해야 한다.
3. 1 2 3 4 5  IEC 60062 표준의 이전 버전에서는 대문자 라틴 문자가 저항뿐만 아니라 용량 값에도 사용되었지만, 최신 버전에서는 특히 축전기에 소문자(특별한 경우인 F 제외)를 사용한다.
4. ↑  지역에 따라 다른 소수점이 사용되고(가장 일반적으로 . 및 ,), 이 문자들이 일부 지역에서는 천 단위 구분 기호로도 사용되기 때문에, 소수점을 사용하지 않는 것은 국제적인 문맥에서 모호해질 위험을 피하는 장점도 있다.
5. ↑  RKM 표기법에서 부품 값을 영숫자로 정렬하면 인접한 값들이 정렬된 그룹으로 나타난다. 이는 자재 명세서를 준비하기 위해 유사한 값을 식별하고 결합하여 부품 재고를 합리화하고 부품 조달을 용이하게 하며 비용을 절감하는 데 도움이 된다. 예를 들어, 다음 임의의 부품 값(3.3 kΩ, 4.7 kΩ, 4.7 MΩ, 3.6 kΩ, 5.1 kΩ, 3.3 Ω, 1.0 Ω, 5.6 MΩ, 9.1 kΩ)을 정렬하면 일반적으로 1.0 Ω, 3.3 Ω, 3.3 kΩ, 3.6 kΩ, 4.7 kΩ, 4.7 MΩ, 5.1 kΩ, 5.6 MΩ, 9.1 kΩ과 같은 목록이 나오지만, RKM 코드에서는 3K3, 3K6, 4K7, 5K1, 9K1, 4M7, 5M6, 1R0, 3R3이 되어, 3.3 kΩ과 3.6 kΩ, 4.7 kΩ과 5.1 kΩ 값이 응용 프로그램에 따라 잠재적인 최적화 대상이 될 만큼 충분히 가깝다는 것을 더 쉽게 알 수 있다.
6. 1 2 3  비표준 전압 표기법에서 문자 V 대신 문자 P(및 잠재적으로 N)를 사용하는 것은 일부 문맥에서 모호할 수 있다. IEC 60062 표준의 이전 버전에서는 대문자 P(및 N)가 용량 값에 사용되었지만, 최신 버전에서는 축전기에 소문자 p(및 n)를 사용하도록 특별히 규정하고 있기 때문이다.
7. ↑  R 대신 라틴 문자 E를 사용하는 것은 IEC 60062에서 표준화되지 않았지만, 실제로는 때때로 보인다. 이는 R이 저항기에 대한 기호 이름으로도 사용되고, 다른 부품 표시 코드에서도 유사한 방식으로 사용되지만 호환되지 않는 의미를 가지기 때문이다. 따라서 일부 문맥에서는 혼동을 일으킬 수 있다. 시각적으로, 문자 E는 옆으로 돌려놓은 작은 그리스 문자 omega (ω)와 느슨하게 닮았다. 역사적으로 (즉, WWII 이전 문서에서), 옴이 대문자 그리스 오메가 (Ω)를 사용하여 표시되기 전에는 56 Ω에 대한 56ω와 같이 작은 오메가 (ω)가 이 목적으로 사용되기도 했다. 그러나 문자 E는 공학에서 유사하게 보이지만 호환되지 않는 E 표기법과 충돌하며, 따라서 상당한 혼동을 야기할 수도 있다.
8. ↑  IEC 60062 표준은 대문자 라틴 문자 K만 사용하도록 규정하고 있지만, 해당 SI 접두어가 소문자 k로 정의되어 있기 때문에 회로도 및 자재 명세서에서 소문자 k가 자주 보인다.
9. ↑  읽기 오류의 위험을 줄이기 위해 문자 G (6), I (J, 1), O (0, Q, D), Q (O, D, 0), Y, Z (2)는 다른 글자나 숫자와 비슷하게 생겼기 때문에 사용되지 않는다.
10. ↑  많은 월의 이니셜(A, J, M)이 모호하기 때문에 코드는 대부분 숫자를 사용한다. 문자 O는 숫자 0과 쉽게 혼동될 수 있으므로, 코드는 1월이 아닌 10월, 즉 열 번째 달에 문자 O가 사용되도록 배열된다.
11. ↑  읽기 오류의 위험을 줄이기 위해 문자 I/i 및 O/o는 다른 글자나 숫자와 비슷하게 생겼기 때문에 사용되지 않는다.